# Black Ark (glazbeni studio)
Black Ark je bio glazbeni studio glazbenog producenta reggae i dub glazbe Leeja "Scratcha" Perryja. Izgrađen je 1973. godine iza Perryjeve obiteljske kuće u Kingstonu na Jamajci. Iako je studio bio opremljen samo najnužnijom opremom, postao je pravo rodilištem za najinovativniji zvuk i snimateljske tehnike sredinom 1970-ih ne samo na Jamajci, nego i u svijetu. S Perryjem je u Black Arku radio jamajčanski producent Linval Thompson.

## Inovativne glazbene tehnike
Primjer Perryjevog izumiteljskog načina rada je to što je bio sposoban napraviti presnimavanje slojeva zvučnih efekata i instrumenata na svakom kanalu za snimanje 4-kanalnog pulta, tako točno tempiravši da je zvuk koje je proizveo uništio konkurentske jamajčanske vrhunske glazbene producente koji su rabili 16-kanalne miks-pulteve. Jednom je zakopao mikrofone ispod palme, tapkavši ritmično radi stvaranja tajnovitog zvuka bas-bubnja. Njegov odjeljak za bubnje u Black Arku je jedno vrijeme bio okružen metalnom ogradom radi njegova prepoznatljiva zvuka. Brojne njegove skladbe imaju nasnimljene slojeve raznih suptilnih zvučnih efekata razbijenih stakla, uzdaha užasa i krikova, plača djetešca i kravljih zvukova. Vjerovalo se da je Perry snimio mukanje pravih krava, a zapravo se radilo o baritonu Wattyja Burnetta kroz kartonsku tubu omotanu limenom folijom koji je davao takve zvukove. Ove tehnike snimanja su pridonijele potvrđenju osebujnog zvuka ovog studija i Perryjeva kreativna naslijeđa.

## Glazbenici i Black Ark
Osim što su stvarali pionirske zvukove za velika imena reggae zvijezda poput Boba Marleya i The Wailerse, Juniora Bylesa, The Congose, Juniora Murvina i Maxa Romea, Perry i njegov studio su bili tvorci visokoinovativnog podžanra reggaea duba, u kojem su glazbeni producent odnosno inženjer bili žarištem glazbe, manipulirajući prethodno snimljenim skladbama i stvarajući nešto sasvim novo rabeći sami miks-pult kao glazbalo. Perry je radio i s The Clashem i Paulom McCartneyjem i njegovim sastavom Wings. S njima je snimao u razdoblju od 1972. do 1979., a najpoznatija skladba je reggae skladba Linde McCartney Seaside Woman.

## Albumi snimljeni u studiju Black Ark
U studiju Black Ark su albume snimili sastav Leeja Perryja The Upsetters i The Silvertones, odnosno glazbenici koji su snimali za Perryjevu diskografsku kuću Upsetter Records.
The Upsetters su snimili albume Return of Wax, Musical Bones, Kung Fu Meets the Dragon, Revolution Dub, Super Ape i Return of the Super Ape.

## Kraj
Navodno je 1979. godine, nakon godina čudnovata ponašanja, Lee Perry opremljen "začaranim markerom", zašarao svaku slobodnu površinu neprobojnim tekstom prije nego što ga je spalio. Ovaj događaj, uz gubitak jedinstvena zvuka ovog studija i uz stanku Perryjevih izvanrednih kreativnih umijeća, zapravo okončao eru u kojoj su najinovativniji zvuci s Jamajke zahvatila glazbeni svijet. Ipak, neki članovi Perryjeve obitelji su tvrdili da je zapravo studio zahvatio požar 1983. godine nakon što se nekvalitetno obnovilo studio, požar koji je bio posljedica nesreće s električnim instalacijama. Perry je tvrdio da je osobno uništio Black zbog "nečistih duhova" - aludirajući na neke nepoželjne ljude koji su stalno bili "visili" u Black Arku zadnjih godina. Postoje i priče da su Perryja ucjenjivali gangsteri koji su želili udjel u dobiti. Perry je u razgovoru za clashmusic.com rekao u svezi s požarom: "Previše stresa na Jamajci cijelo vrijeme. Svatko želi novac, svatko želi plaćeno. Svatko ima problem i želi neka mu ja riješim njegov problem. Nitko mi nije dao ništa, a ljudi su mi jednostavno uzimali sve. Svatko je bio 'uzmi ovo, uzmi ono.' I tako se ozračje u Black Arku promijenilo; nije više bio ono što je nekad bio. Stoga sam odlučio prinijeti žrtvu jer energija više nije bila dobra." Malo poslije, preselio se je u London i poslije u Švicarsku.

## Filmovi
- 1977. - Roots Rock Reggae. Redatelj: Jeremy Marre.